# 施托库姆-皮申
施托库姆-皮申是德国莱茵兰-普法尔茨州的一个市镇。总面积3.54平方公里，总人口648人，其中男性317人，女性331人（2011年12月31日），人口密度183人/平方公里。